# Billy McIsaac
William McIsaac nació en Rothesay el 12 de julio de 1949. Es el teclista de bandas de power pop y punk de finales de la década de los setenta.
Comenzó su carrera en la banda Salvation, que luego cambió a Slik, tocando un estilo pop y glam rock allí. Luego de que el punk surgiera, junto con sus compañeros del grupo deciden cambiar de nombre a la banda, denominándola PVC2. A la salida de Midge Ure, hasta ese entonces cantante de la agrupación, fue reemplazado por Willie Gardner y el nombre de la banda cambió de nuevo a The Zones. Con Zones, el estilo musical paso por el punk y luego por el power pop, demostrado en su único álbum "Under Influence" de 1979. Sin mayor éxito comercial, McIsaac y los demás toman rumbos diferentes.
Durante esos años también había sacado material como solista: el sencillo "Love Me Like You Did Before".
En 1990 estudió interpretación de piano en la Real Academia de Música de Glasgow (Royal Academy of Music)
En 1995 formó Billy McIsaac Band, que es conocida por ofrecer música y entretenimiento de alto calibre en ceremonias, destacándose en las bodas, para las cuales está considerada como la banda número 1 en Escocia.